# Joanne Jackson
Joanne Jackson (Reino Unido, 12 de septiembre de 1986) es una nadadora británica especializada en pruebas de media distancia estilo libre, donde consiguió ser medallista de bronce olímpica en 2008 en los 400 metros.

## Carrera deportiva
En los Juegos Olímpicos de Pekín 2008 ganó la medalla de bronce en los 400 metros estilo libre, con un tiempo de 4:03.52 segundos, tras su compatriota Rebecca Adlington (oro con 4:03.22 segundos) y la estadounidense Katie Hoff.